# Aylacar
Aylacar es un despoblado español perteneciente al municipio de La Taha, en la provincia de Granada, comunidad autónoma de Andalucía. Esta desaparecida localidad estaba situada en la parte central de la comarca de la Alpujarra Granadina, entre los núcleos de Pitres y Capilerilla.

## Historia
Aylacar formaba parte de la antigua taha de Ferreyra, en el Reino de Granada. Todavía se aprecian restos de alguna vivienda de la alquería, que estuvo situada en el lugar que hoy ocupa el cementerio de Capilerilla, y probablemente quedó despoblada a finales del siglo XVI, aunque en un documento de 1591 consta que la habitaban 16 vecinos en esa fecha. Debió despoblarse prácticamente a mediados del siglo XVIII y completamente a principios o mediados del siglo XIX.